# 금지된 입술
"금지된 입술"은 한국에서 제작된 강태웅 감독의 1966년 영화이다. 강신성일 등이 주연으로 출연하였다.

## 출연

### 주연
- 강신성일
- 엄앵란
- 김승호

## 기타
- 조명: 이범근
- 미술: 원제래